# تانغ شيجينغ
تانغ شيجينغ (بالأنجليزية: Tang Xijing) هي لاعبة جمباز فني صينية فازت بالميدالية الفضية في مسابقة عارضة التوازن في أولمبياد 2020.